# Alexander Bah
Alexander Hartmann Bah (Årslev, 9 december 1997) is een Deens voetballer die speelt op de positie van rechtervleugelverdediger. Sinds 2022 speelt Bah voor de Portugese club SL Benfica en sinds 2020 is hij speler van het Deens voetbalelftal.

## Clubcarrière

### Slavia Praag
Op 5 januari 2021 tekende Bah een overeenkomst met de Tsjechische club Slavia Praag voor een overeenkomst van vier seizoenen. Slavia Praag betaalde rond de 13 miljoen Deense kroon aan SønderjyskE, wat omgerekend naar euro een goeie 1,7 miljoen euro is. 16 januari maakte hij zijn debuut voor de club in een 1-3 gewonnen wedstrijd tegen SK Sigma Olomouc.

### Benfica
Sinds 2022 komt Bah uit voor de Portugese club SL Benfica. Benfica betaalde de afkoopsom van 8 miljoen euro aan Slavia Praag voor de speler. Zijn eerste wedstrijd voor de club was op 5 augustus in de Primeira Liga tegen FC Arouca.

## Clubstatistieken
| Seizoen    | Club         | Competitie    | Competitie | Competitie | Beker | Beker | Internationaal | Internationaal | Totaal | Totaal |
| Seizoen    | Club         | Competitie    | Wed.       | Dlp.       | Wed.  | Dlp.  | Wed.           | Dlp.           | Wed.   | Dlp.   |
| ---------- | ------------ | ------------- | ---------- | ---------- | ----- | ----- | -------------- | -------------- | ------ | ------ |
| 2015/16    | Næsby BK     | 2. division   | 16         | 0          | 0     | 0     | —              | —              | 16     | 0      |
| 2016/17    | Næsby BK     | 2. division   | 1          | 0          | 0     | 0     | —              | —              | 1      | 0      |
| Clubtotaal | Clubtotaal   | Clubtotaal    | 17         | 0          | 0     | 0     | 0              | 0              | 17     | 0      |
| 2016/17    | HB Køge      | 1. division   | 27         | 4          | 4     | 0     | —              | —              | 31     | 4      |
| 2017/18    | HB Køge      | 1. division   | 30         | 3          | 3     | 1     | —              | —              | 33     | 4      |
| 2018/19    | HB Køge      | 1. division   | 2          | 1          | 0     | 0     | —              | —              | 2      | 1      |
| Clubtotaal | Clubtotaal   | Clubtotaal    | 59         | 8          | 7     | 1     | —              | —              | 66     | 9      |
| 2018/19    | SønderjyskE  | Superligaen   | 21         | 2          | 3     | 1     | —              | —              | 26     | 3      |
| 2019/20    | SønderjyskE  | Superligaen   | 29         | 1          | 5     | 0     | —              | —              | 34     | 1      |
| 2020/21    | SønderjyskE  | Superligaen   | 12         | 4          | 0     | 0     | 1              | 0              | 13     | 4      |
| Clubtotaal | Clubtotaal   | Clubtotaal    | 62         | 7          | 8     | 1     | 1              | 0              | 73     | 8      |
| 2020/21    | Slavia Praag | Fortuna Liga  | 17         | 1          | 3     | 0     | 6              | 0              | 26     | 1      |
| 2021/22    | Slavia Praag | Fortuna Liga  | 26         | 3          | 1     | 0     | 15             | 3              | 42     | 6      |
| Clubtotaal | Clubtotaal   | Clubtotaal    | 43         | 4          | 4     | 0     | 21             | 3              | 68     | 7      |
| 2022/23    | SL Benfica   | Primeira Liga | 12         | 0          | 1     | 0     | 8              | 0              | 21     | 0      |
| Clubtotaal | Clubtotaal   | Clubtotaal    | 12         | 0          | 1     | 0     | 8              | 0              | 21     | 0      |
| Totaal     | Totaal       | Totaal        | 193        | 19         | 20    | 2     | 30             | 3              | 245    | 24     |

## Interlandcarrière
Bah maakte op 11 november 2020 zijn debuut voor het Deens voetbalelftal in een vriendschappelijke wedstrijd tegen Zweden. Hij scoorde er het laatste doelpunt in de 2–0 gewonnen wedstrijd. Bah zat in de selectie voor het Wereldkampioenschap voetbal 2022, dit was voor hem zijn eerste WK. Denemarken werd in de groepsfase uitgeschaked. Bah werd op 30 mei 2024 door Kasper Hjulmand opgenomen in de Deense selectie voor het EK 2024 in Duitsland. Denemarken speelde in de groepsfase gelijk tegen Slovenië, Engeland en Servië, waarna het in de achtste finales werd uitgeschakeld door gastland Duitsland (2–0). Bah kwam op het toernooi in iedere wedstrijd in actie.